# Москворіцький сільський округ
Москворі́цький сільський округ (каз. Москворецк ауылдық округі, рос. Москворіцький сельский округ) — адміністративна одиниця у складі Тимірязєвського району Північноказахстанської області Казахстану. Адміністративний центр та єдиний населений пункт — село Москворіцьке.
Населення — 517 осіб (2021; 682 у 2009, 980 у 1999, 1107 у 1989).
Станом на 1989 рік існувала Москворіцька сільська рада (село Москворіцьке).